# Drôles de phénomènes
Pour plus de détails, voir Fiche technique et Distribution.
Drôles de phénomènes est une comédie française réalisée par Robert Vernay, sortie en 1959.

## Synopsis
Alice Chantour est une jeune femme qui, avec son nouveau mari François, élève dans l'amour et la fantaisie des jumeaux qu'elle a eu d'un précédent mariage. François, second mari et écrivain, est le beau-père complice des jumeaux. Mais les grands-parents paternels s'inquiètent pour leurs petits-enfants.

## Fiche technique
- Titre original : Drôles de phénomènes
- Réalisation : Robert Vernay
- Scénario : Solange Térac et Randal Lemoine[1], d'après Ces chers petits de Randal Lemoine
- Photographie : Jacques Mercanton
- Montage : Louis Devaivre
- Musique : Louiguy
- Sociétés de production : Contact Organisation ; TV Cinéma ; Paris Interproductions (PIP) ; Pétrus Films
- Société de distribution : France : Pathé Consortium Cinéma
- Pays d'origine :  France
- Format : Noir et blanc - 35 mm - 1,37:1 - Mono
- Genre : Comédie
- Durée : 97 minutes
- Date de sortie : France, 4 mars 1959

## Distribution
- Sophie Desmarets : Alice Chantour
- Christian Alers : François Chantour
- Philippe Clay : Barns, le maître d'hôtel écossais au service de Madame Marcevault
- Gabrielle Dorziat : Madame Marcevault, la grand-mère conventionnelle et sévère des jumeaux
- Mary Marquet : la grand-mère volante
- Yves Noël : Patrice dit Patachou, l'un des jumeaux
- Joël Flateau : Eric dit L'Haricot, l'autre jumeau
- Jacques Morel : Jérôme Dandaine
- Georgette Anys : Mariette
- Catherine Fonteney : la baronne de Saint-On, grand-tante des jumeaux
- Alexandre Rignault : l'abbé Panegras
- Jean Davy : Torques
- Dominique Blanchar : Anny Volland
- Jacques Marin : l'inspecteur
- Charles Lemontier
- René Bergeron
- Roland Armontel
- Michel Etcheverry
- Luce Fabiole
- Jackie Sardou
- Made Siamé